# Čapajev in praznota
Čapajev in praznota (rusko Чапаев и Пустота) je roman ruskega pisatelja Viktorja Pelevina, prvič objavljen leta 1996. Naslov romana prevajajo tudi kot Budov mezinec (angleški in poljski prevod).
V desetih poglavjih se izmenjujeta sanjski blodnji dveh identitet: Petra Praznote, nekdanjega peterburškega dekadentnega pesnika, ki po spletu naključij postane politični komisar legendarnega rdečearmejskega konjeniškega poveljnika Čapajeva; in prav tako Petra Praznote, literata v oskrbi psihiatrov v bolnišnici zaprte vrste. Nerealnemu dogajanju sledimo v lihih poglavjih v burnih časih po oktobrski revoluciji, v sodih poglavjih pa v tranzicijski Rusiji 90-tih let 20. stoletja.
Dejansko sledimo, po besedah Boruta Kraševca, prevajalca in avtorja spremne besede, »izginotju resničnosti«. Za doživljanje osrednjih oseb v romanu je upravičen moto Kraševčeve spremne besede:
Resničnost je iluzija, ki jo povzroča pomanjkanje alkohola v krvi (ruski rek).
Prvi naslovni lik Vasilij Ivanovič Čapajev je zgodovinska osebnost. Polpismen, a poln ljudske modrosti in vojaške spretnosti, je poveljnik konjeniške divizije v Rdeči armadi prešel v legendo skozi številne ponarodele anekdote, knjigo Dimitrija Furmanova in film. Kako je Pelevin uporabil ta osnovni motiv je razvidno iz predgovora, ki je sestavni del romana in naj bi ga napisal budistični aktivist. Predgovor se zaključi z (citirano po prevodu B. Kraševca):
... In še zadnje. Spremenili smo naslov izvirnika (naslovljen je »Vasilij Čapajev«), in sicer prav zato, da ga ne bi zamenjali z znanim ponaredkom. Naslov »Čapajev in Praznota« smo izbrali kot najbolj preprost in nesugestiven, čeprav je urednik predlagal še dve možnosti: »Vrt s Petkami, ki se cepijo« in »Črni kolač«.
Zasluge, ki jih ima besedilo, posvečamo blagru vseh živih bitij.
Om mani padme hum.
Urgan Džambon Turku VII.
Predsednik Budistične Fronte za Popolno in Dokončno Osvoboditev (PDO(b))
Citat razodeva ironijo V. Pelevina; že z zamislijo fiktivnega predgovora, z aluzijo na »Petke, ki se cepijo« (Petja, Petka je ruska pomanjševalnica za Petra) in z oznako PDO(b), kjer (b) spominja na kratico VKP(b).
Glavna oseba, Peter Praznota, srečuje v obeh svetovih nekakšne zen-budistične učitelje, med katerimi je tudi Čapajev, ki ga z metodo meditacije o izrekih ali ugankah, koanah, vodijo proti razsvetljenju - spoznanju praznote kot bistva. Blodnje sodobnega Petra Praznote in drugih oseb v psihiatrični bolnišnici veliko črpajo iz sodobne pop-kulture, virtualnega sveta v katerem nastopjo tudi Schwarzenegger in osebe iz mehiških ljubezenskih nadaljevank.
Večplastna, zavita a tekoča proza Viktorja Pelevina sporoča osnove zen-budistične filozofije, na drugi strani pa odseva brezizhodnost mnogih Rusov ob koncu 20. stoletja, nemara sorodnih drugim gojiščem nihilizma.

## Bibliografski podatki
- Виктор Пелевин: Чапаев и Пустота, 1996, založba: Vagrius (Вагриус) (COBISS) - izvirnik
- Viktor Pelevin: Čapajev in praznota, prevod in spremna beseda: Borut Kraševec, Cankarjeva založba, 2003, ISBN 961-231-324-5, (COBISS) - slovenski prevod